# Покровка (Хмельницкая область)
Покровка (укр. Покровка) — село в Городокском районе Хмельницкой области Украины.
Население по переписи 2001 года составляло 519 человек. Почтовый индекс — 32030. Телефонный код — 3251. Занимает площадь 1,232 км². Код КОАТУУ — 6821289404.

## Местный совет
32030, Хмельницкая обл., Городокский р-н, с. Юринцы